# Fresno de Sayago
Fresno de Sayago is een gemeente in de Spaanse provincie Zamora in de regio Castilië en León met een oppervlakte van 64,51 km². Fresno de Sayago telt 199 inwoners (1 januari 2016).

## Demografische ontwikkeling
Bron: INE, 1857-2011: volkstellingen
In 1857 werd de gemeente Figueruela de Sayago aangehecht; in 1930 werd Figueruela de Sayago opnieuw een zelfstandige gemeente; in 1970 werd de gemeente Mogatar aangehecht